# نرسس اونانیان
نِرسِس اونانیان (ارمنی: Ներսես Ունանյան؛ ۱ اوت ۱۹۲۴ – ۱۸ دسامبر ۱۹۵۷) یک هنرمند ارمنی‌تبار اهل اروگوئه بود.

## نگارخانه

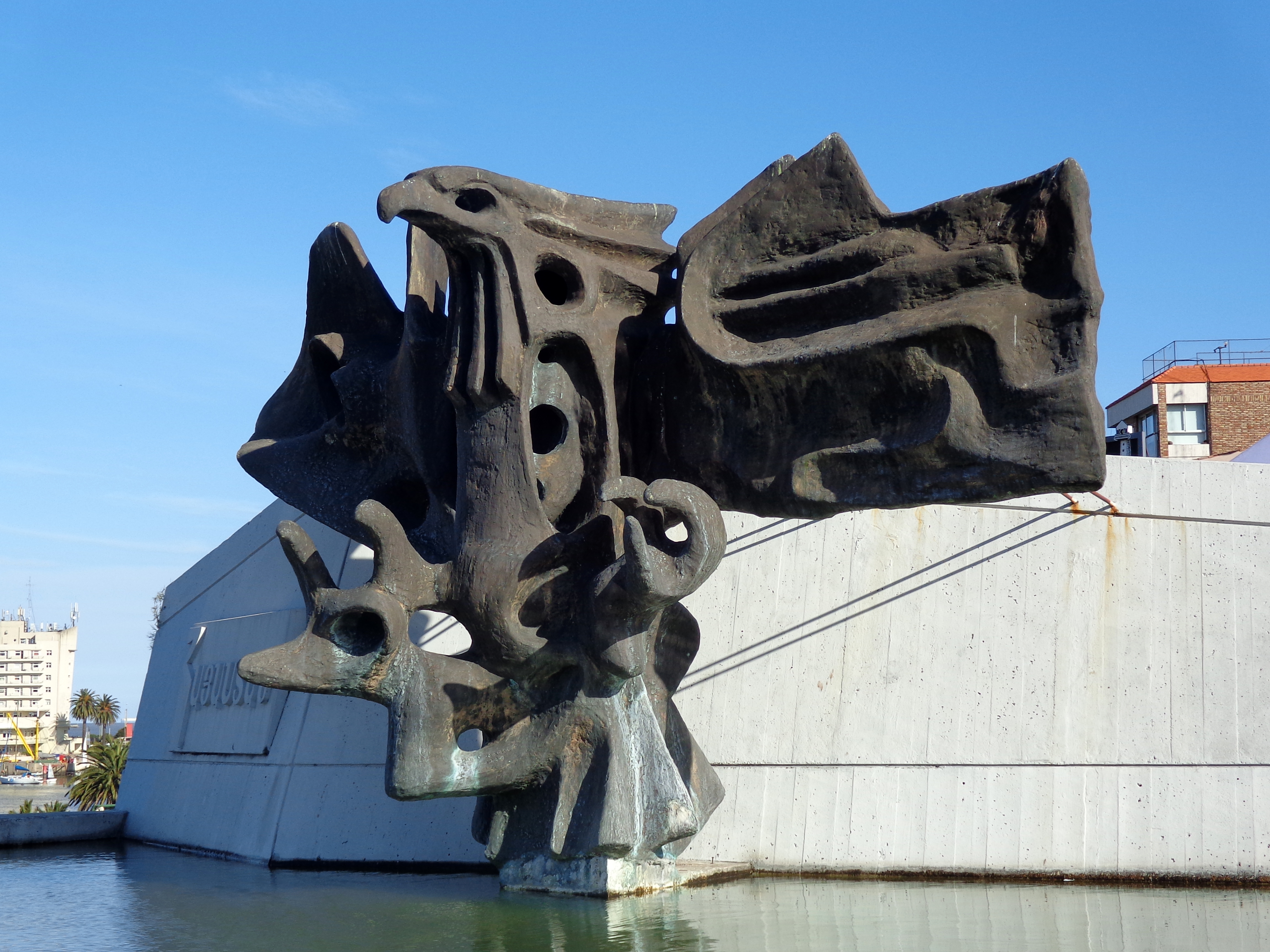
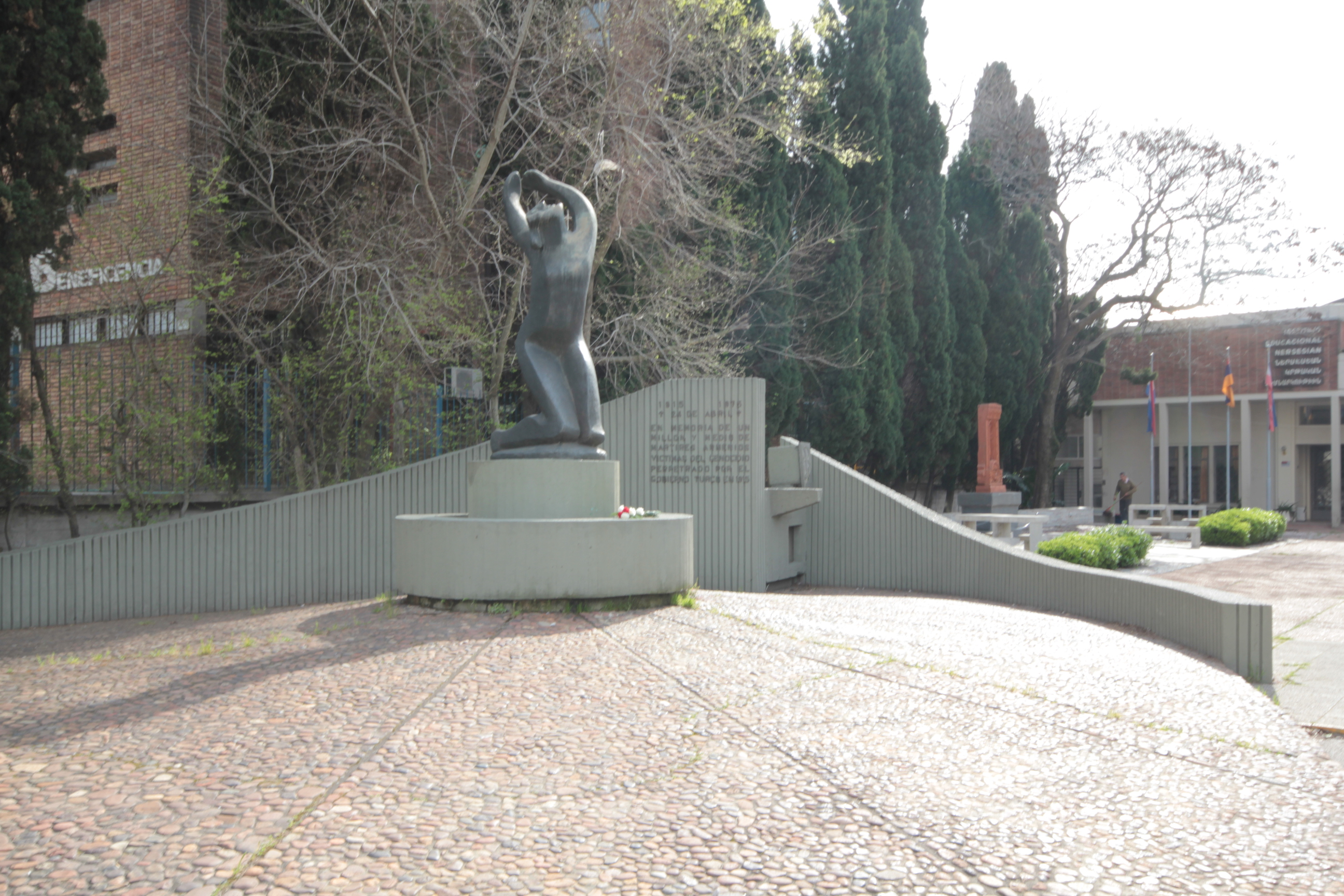
مجسمه یادبود نسل‌کشی ارمنی‌ها، مونته‌ویدئو